# El libro de los días malditos
El Libro de los Días Malditos es una novela de Marcus Sedgwick. Cuenta la aventura de un niño de 15 años llamado simplemente "Chico", un mago llamado Valerian, una chica llamada Willow, y un científico, Kepler. Está ambientada en los días entre Navidad y Año Nuevo, un periodo que en el prólogo el autor considera "maldito".

## Argumento
La historia tiene lugar en el siglo XVIII, aunque la fecha nunca es mencionada. Valerian es un mago que trata cruelmente a su ayudante, Chico. Tras finalizar la función en el teatro, le envía a por una caja de música, la cual asegura que necesita.
La caja la tiene un brutal matón que es asesinado por una presencia brumosa y el chico toma la caja de música y huye. Se encuentra con Willow una chica del teatro que ha descubierto al Director de Teatro, Korp también asesinado. Los dos chicos tienen manchas de sangre y son arrestados.
Valerian le libera, pero no sabe que hacer con la caja de música. Willow obtiene su confianza al deducir que la melodía de la caja deletrea un nombre: 'G-Un-D-B-E-E-B-E', el nombre de una tumba. 
Van a buscarla en el cementerio más grande de la ciudad pero allí Valerian es atacado por saqueadores a quienes debe dinero y le rompen un brazo. Deciden pedir ayuda, Chico va a ver al director de funerales mientras Valerian y Willow visitan a Kepler, un viejo rival y amigo. Al ver que Kepler ha dibujado patrones extraños por todas partes de su sótano, con una frase escrita en latín por él: "El molinero no ve toda el agua que pasa por su molino", le creen loco. Chico es incapaz de conseguir una reunión con el director, pero ve que es un maníaco que intenta poner juntar piezas de animales muertos y devolverles la vida. Valerian engaña al director para que le diga que la tumba que busca esta en un pueblo: Lindon.
Enterrado con Gad Beebe, está el Libro de los Días Malditos, que aparentemente contiene las respuestas a los grandes misterios. Chico y Willow descubren que Valerian hizo un pacto con un demonio, que ahora viene a por su alma.
Los tres son arrestados (otra vez) pero huyen gracias a los patrones del sótano de Kepler, que son un mapa subterráneo.
Valerian encuentra el libro y lo abre, Willow lee sobre el hombro y grita a Chico para que huya: ¡Valerian planea matarle!. Tras una persecución por los canales subterráneos Valerian le atrapa y está a punto de ofrecer su alma al demonio cuando Kepler y Willow llegan. Kepler revela que Chico es hijo de Valerian y que el chico fue concebido hace 15 años, cuándo Valerian hizo el pacto. Valerian, impresionado, acepta irse cuando el demonio le reclama. Después Kepler admite que ha mentido: Valerian no es realmente su padre, solo lo dijo para salvar a Chico.

## Secuela
Tiene una secuela titulada El Vuelo Oscuro, en el que se explican muchos de los misterios de El Libro de los Días Malditos, como el fantasma asesino. También retoma el idilio entre Chico y Willow, y permite a Chico descubrir quien es su verdadero padre.